# Юки Цунода
Юки Цунода (на японски: 角田 裕毅) е пилот от Формула 1, състезаващ се за Скудерия Алфа Таури за сезон 2021. Юки завършва трети в шампионата на Формула 2 през 2020 г. и прави своя дебют във Формула 1 през март 2021 за Алфа Таури – отбор, който е собственост на Ред Бул и използва двигатели на Хонда.

## Биография и кариера
Роден в Сагамихара, Канагава, Юки Цунода започва професионалната си кариера в картинга през 2010 г., като се присъединява към шампионата по картинг за деца, преди да премине в регионалния клас през 2013 г. и в националния през 2014 г.
През 2016 г. Цунода завършва състезателното училище в Судзука в класа за напреднали състезатели и става член на проекта Honda Formula Dream Project. През същата година той прави своя дебют в японския шампионат F4. Той печели първия си подиум с 2-ро място в първото си състезание. През 2017 г. Цунода стартира първия си пълен сезон в японския шампионат, като същевременно участва в регионалните източни серии на японския JAF F4.
В края на 2018 г. e обявено, че Цунода ще се присъедини към Йенцер Моторспорт в наскоро обявения шампионат на FIA Formula 3. Той завършва 9-и в шампионата с три подиума и победа, като отбелязва всички точки на отбора на Йенцер през сезона. Юки се състезава и за Motopark в Открития шампионат на Евроформула, след отмяната на Formula European Masters.
В началото на 2020 г. Хонда обявява, че японецът ще се присъедини към Карлин, за да се състезава в шампионата на Формула 2. През сезон 2020 той печели три победи, четири полпозишъна, седем подиума и завършва 3-ти в шампионата с цели 200 точки.
През август 2020 г., директорът на отбора на Алфа Таури – Хонда от Формула 1 Франц Тост обявява, че Цунода ще кара за отбора в края на сезонния тест за новобранци в Абу Даби през декември 2020 г. Юки прави първото си шофиране с автомобил от 2018 г. на Autodromo Internazionale Enzo e Dino Ferrari в Имола, Италия.
Цунода заема мястото на Даниил Квят и си партнира с французина Пиер Гасли в отбора за сезон 2021. Номерът на колата му е 22, използван преди това от Дженсън Бътън. На откриването на сезона в Гранд При на Бахрейн, Цунода завършва на девето място. След състезанието Рос Браун, техническият директор на Формула 1, приветства Цунода като „най-добрият новобранец на Формула 1 от години“. За жалост Юки катастрофира в квалификациите за Гранд При на Емилия-Романя и завършва състезанието на дванадесето място.
Цунода постигна най-добрия си резултат във Формула 1 до този момент в Гранд При на Унгария. Той започва състезанието шестнадесети, изкачва се до седмо място на финалната линия и завършва шести след дисквалификацията на Себастиан Фетел. Юки се отпада от Гранд При на Нидерландия поради проблеми със силовия агрегат. На следващото състезание за Голяма награда на Италия, той се сблъска с Робърт Кубица в квалификациите и след това не успя да започне състезанието поради проблеми със спирачките.